# Александер Діні
Александер Діні (нім. Alexander Dini; 21 січня 1895, Відень — 17 квітня 1977, Відень) — австро-угорський, австрійський і німецький офіцер, генерал-майор люфтваффе.

## Біографія
15 березня 1915 року вступив в австро-угорську армію. Учасник Першої світової війни, командир взводу, потім роти. Після війни продовжив службу в австрійській армії. З 1 березня 1932 року — командир роти 14-го піхотного полку. Після аншлюсу 15 березня 1938 року автоматично перейшов в люфтваффе і був відряджений в училище зенітної артилерії у Вустрові. З 15 липня 1938 року служив в штабі 2-го батальйону 13-го зенітного полку. З 17 листопада 1938 року — командир батареї 86-го легкого зенітного батальйону, з 24 серпня 1939 року — всього батальйону. 10 вересня 1939 року потрапив в автокатастрофу. Після одужання 20 січня 1940 року був призначений командиром 266-го запасного зенітного батальйону, 18 березня 1940 року — 60-го зенітного полку, 1 лютого 1943 року — зенітного полку «Діні», який діяв у складі групи армій «Південь». 21 березня 1943 року захворів і до 26 серпня перебував у шпиталі. З 1 вересня 1943 року — командир 136-го зенітного полку, з 1 січня 1944 року — службового управління «Генерал авіації на Нормандських островах». 12 травня 1945 року взятий в полон британськими військами. В березні 1946 року переданий американцям, захворів і був відправлений на лікування в шпиталь Лінца. В травні 1946 року звільнений. 

## Звання
- Фенріх (15 березня 1915)
- Лейтенант (1 вересня 1915)
- Оберлейтенант (1 серпня 1917)
- Гауптман (8 липня 1921)
- Майор (17 лютого 1934)
- Оберстлейтенант (20 квітня 1939)
- Оберст (1 квітня 1941)
- Генерал-майор (1 жовтня 1944)

## Нагороди
- Медаль «За військові заслуги» (Австро-Угорщина)
  - бронзова
  - срібна з мечами
- Хрест «За військові заслуги» (Австро-Угорщина) 3-го класу з військовою відзнакою і мечами
- Військовий Хрест Карла
- Медаль «За поранення» (Австро-Угорщина) з однією смугою
- Пам'ятна військова медаль (Австрія) з мечами
- Золотий знак «За заслуги перед Австрійською Республікою»
- Хрест «За вислугу років» (Австрія) 2-го класу для офіцерів (25 років)
- Пам'ятна військова медаль (Угорщина) з мечами
- Почесний хрест ветерана війни з мечами
- Медаль «За вислугу років у Вермахті» 4-го, 3-го, 2-го і 1-го класу (25 років)
- Нагрудний знак «За поранення» в чорному — заміна австро-угорської медалі «За поранення».
- Нагрудний знак зенітної артилерії люфтваффе